# شيلب صغير اللحية
شيلب صغير اللحية (الاسم العلمي:Schilbe micropogon) هو نوع من الأسماك يتبع جنس الشيلب من فصيلة الشيلبيات.